# آندره اشمیت
آندره اشمیت (انگلیسی: André Schmidt؛ زادهٔ ۱ فوریهٔ ۱۹۸۹) بازیکن فوتبال اهل آلمان است.
از باشگاه‌هایی که در آن بازی کرده‌است می‌توان به باشگاه فوتبال کارل زایس ینا اشاره کرد.